# 中距離多目的誘導弾
中距離多目的誘導弾（ちゅうきょりたもくてきゆうどうだん、英語: Multi Purpose Missile - Medium Range、MPM-MR）は、防衛省技術研究本部と川崎重工業が開発した対舟艇・対戦車ミサイルシステムである。
部隊内では中多（ちゅうた）と呼ばれている。

## 開発
本来は、制式化から20年近く経過した87式対戦車誘導弾（中MAT）の後継として、XATM-6の名で2004年（平成16年）度から開発が開始された。
しかし、79式対舟艇対戦車誘導弾（重MAT）の後継であった96式多目的誘導弾システム（MPMS）が1セット20億円（2009年（平成21年）度調達）という高価格と、高機動車・大型を含めた車両6両で1セット（1個射撃分隊）という複雑な構成から重MAT全てを更新することが不可能になったため、中MAT・重MAT両方の後継としても考慮されて開発されることになった。

## 構造
誘導方式は、2種類の光波ホーミング誘導（赤外線画像（IIR）及びセミアクティブ・レーザー・ホーミング（SALH））の併用による第3世代方式で、照準は赤外線画像（IIR）または日本電気（NEC）製ミリ波レーダーで行なう。1秒間隔の連続射撃で同時多目標対処能力と撃ち放し能力を有しており、また、LOAL（発射後ロックオン）が可能といわれる。市街戦や対ゲリラコマンド任務を考慮して、舟艇、装甲・非装甲車両、人員、構造物などに対して対処が可能とされている。
従来の重MATや中MATが車上から一旦降ろして射撃する必要があり、また、MPMSは発射機や照準機が別々の車両に搭載されていたことから、中距離多目的誘導弾は高機動車に発射機と追尾装置、さらに自己評価装置を一体化したシステムを搭載し、自己完結性の高いシステムとなっている。なお、発射機には車載発射機（誘導弾6連装）と地上布置発射機（誘導弾単装）があり、地上布置照準機を使って発射機から離れた場所から照準できる。
前翼を持たず後部に4枚の矩形翼を持ち、サイドスラスター方式の推進装置や共通のNEC製赤外線画像シーカーなど、01式軽対戦車誘導弾（軽MAT）の開発で得た技術が生かされているとされる。

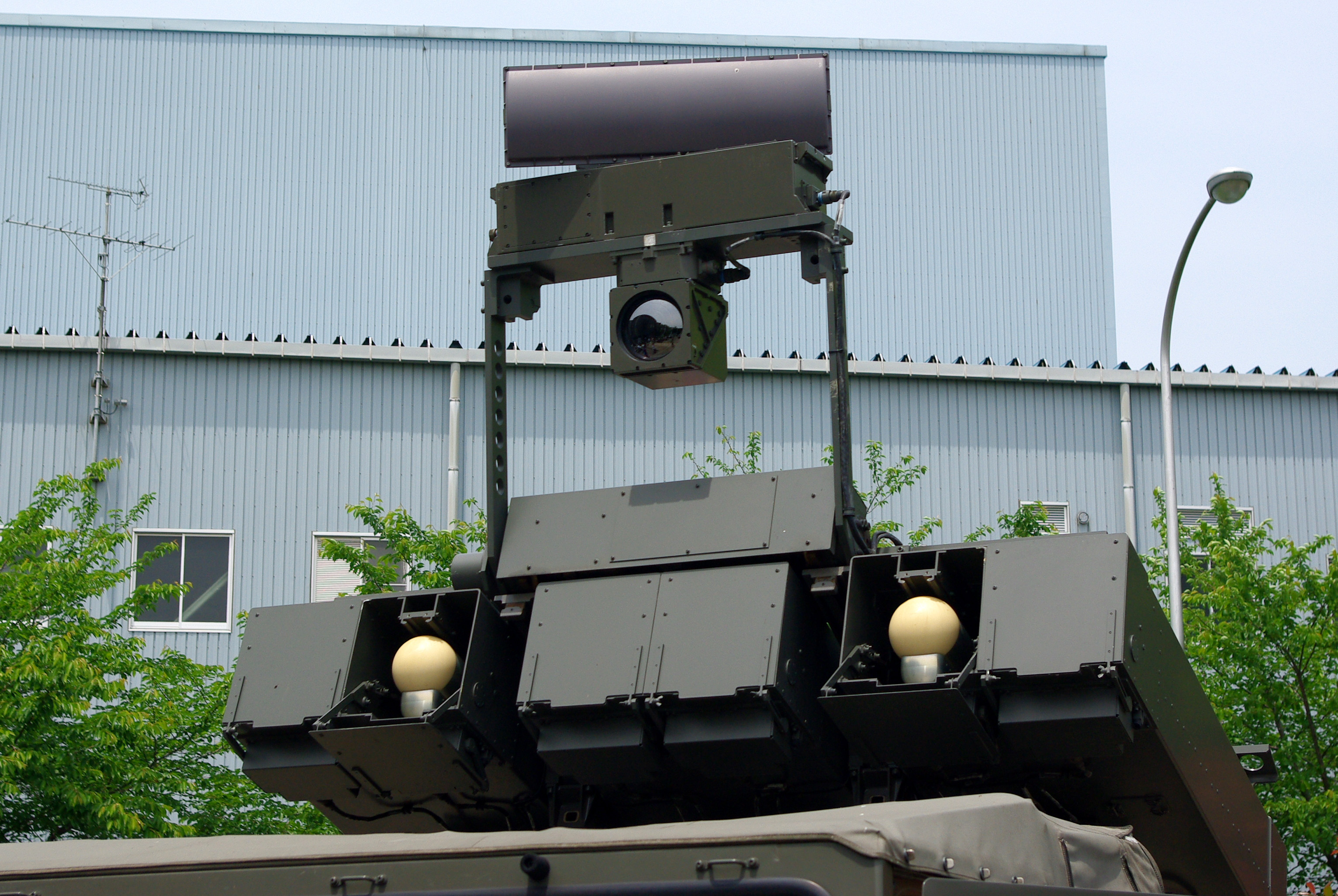
ミリ波レーダー、赤外線カメラ、キャニスター
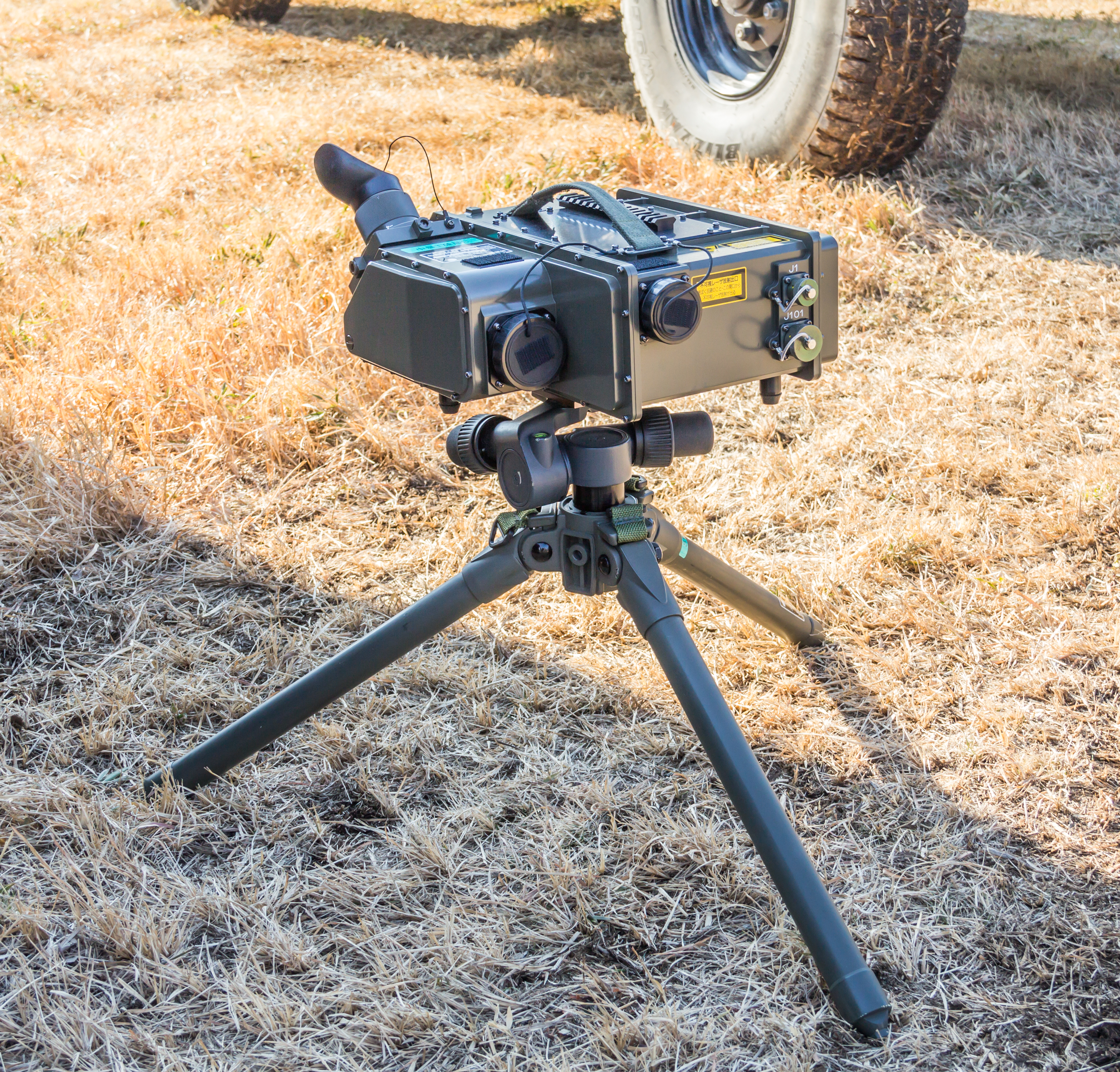
地上布置照準機
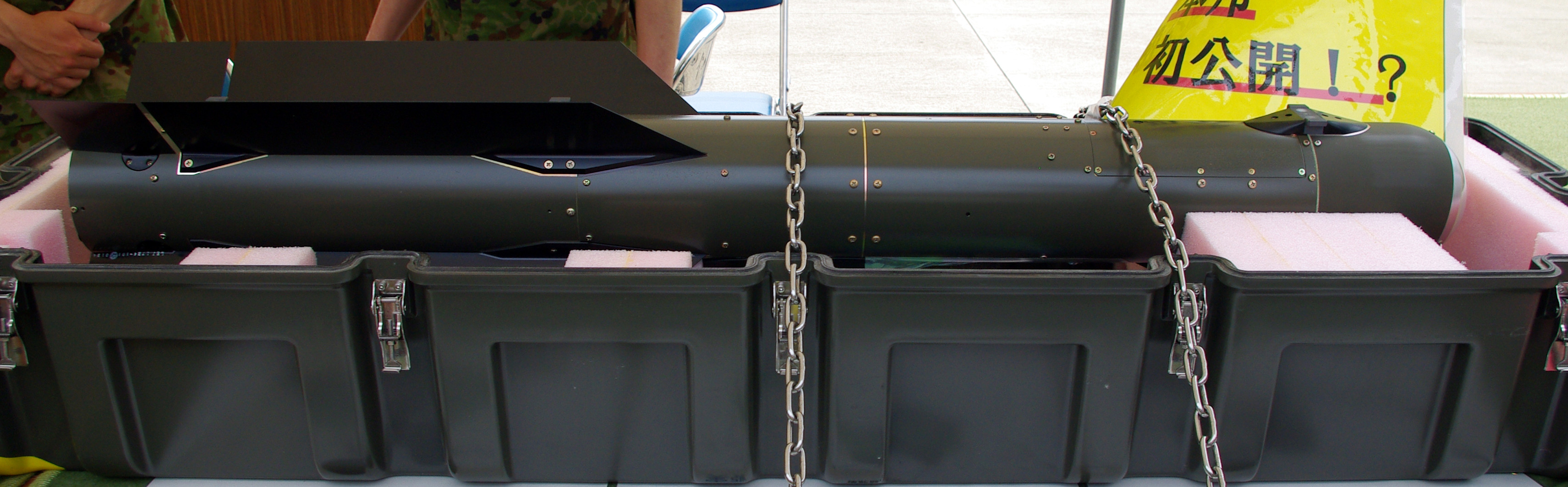
飛翔体（ミサイル弾体）の全景
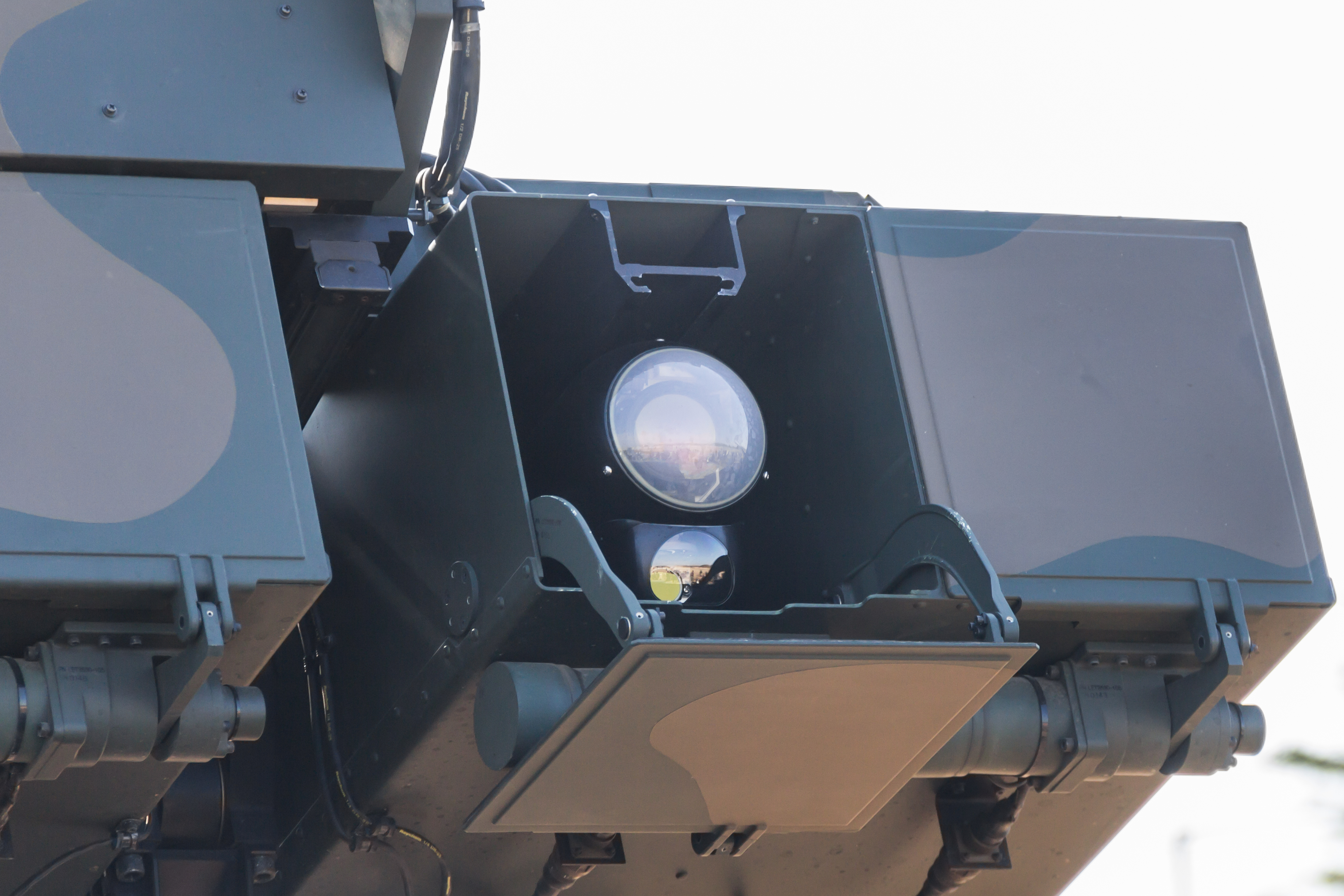
弾体シーカー部
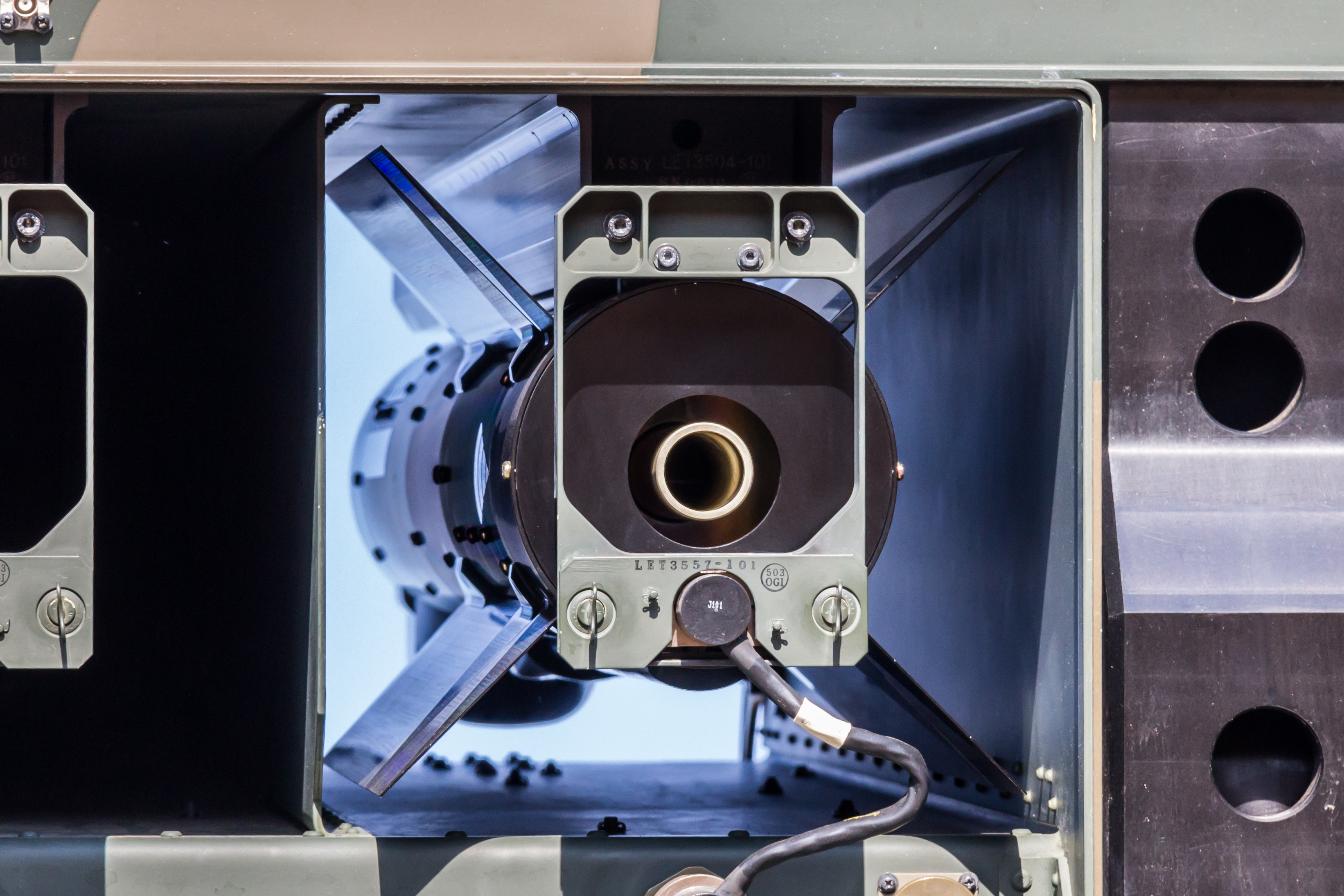
弾体後部

## 調達と配備
2009年（平成21年）度予算に10セット経費総額41億円が初めて盛り込まれ、従来の対戦車隊の装備を更新するというよりは普通科部隊の対戦車小隊の火力を強化するものと位置づけられ、2011年（平成23年）度に普通科部隊などへの配備が開始された。この配備に伴い、配備予定の普通科連隊においては各普通科中隊の対戦車小隊を連隊直轄の対戦車小隊に再編する予定が組まれた。

### 運用
射撃指揮用として高機動車（中距離多目的誘導弾射撃指揮装置用）×1両（小隊長・小隊陸曹・操縦手兼通信手等が乗車する車両）、射撃分隊（分隊長、操縦手、誘導手）×4及び前進観測班４組で1個対戦車小隊を構成し4個対戦車小隊で1個対戦車中隊を構成する。

### 調達実績
| 調達年度             | 数量      | 予算額 括弧は初度費(外数) |
| -------------------- | --------- | ------------------------- |
| 平成21年度（2009年） | 10セット  | 41億円                    |
| 平成22年度（2010年） | 13セット  | 52億円                    |
| 平成23年度（2011年） | 12セット  | 46億円                    |
| 平成24年度（2012年） | 11セット  | 53億円                    |
| 平成25年度（2013年） | 11セット  | 50億円(2億円)             |
| 平成26年度（2014年） | 18セット  | 72億円                    |
| 平成27年度（2015年） | 12セット  | 61億円                    |
| 平成28年度（2016年） | 12セット  | 64億円                    |
| 平成29年度（2017年） | 5セット   | 44億円                    |
| 平成30年度（2018年） | 9セット   | 72億円                    |
| 平成31年度（2019年） | 6セット   | 46億円                    |
| 令和2年度（2020年）  | -         | -                         |
| 合計                 | 119セット | 601億円(2億円)            |

### 配備部隊・機関
陸上自衛隊富士学校
- 富士教導団
  - 普通科教導連隊（第2普通科中隊・第3普通科中隊）

陸上自衛隊武器学校
陸上総隊直轄部隊
- 第1空挺団
  - 第1普通科大隊
  - 第2普通科大隊
  - 第3普通科大隊

- 水陸機動団[6]
  - 第1水陸機動連隊
  - 第2水陸機動連隊
  - 第3水陸機動連隊

北部方面隊
- 第2師団
  - 第3即応機動連隊
  - 第25普通科連隊
  - 第26普通科連隊
- 第5旅団
  - 第6即応機動連隊
- 第11旅団
  - 第10即応機動連隊
  - 第18普通科連隊
  - 第28普通科連隊

東北方面隊
- 第6師団
  - 第22即応機動連隊
  - 第20普通科連隊
  - 第44普通科連隊

東部方面隊
- 東部方面混成団
  - 第3陸曹教育隊（第1普通科教育中隊）
- 第12旅団
  - 第2普通科連隊
  - 第13普通科連隊
  - 第30普通科連隊

中部方面隊
- 第14旅団
  - 第15即応機動連隊
  - 第50普通科連隊

西部方面隊
- 第4師団
  - 対馬警備隊
- 第8師団
  - 第42即応機動連隊
  - 第12普通科連隊
  - 第43普通科連隊
  - 奄美警備隊
- 第15旅団
  - 第51普通科連隊
  - 宮古警備隊[7]
  - 八重山警備隊

それぞれ本部管理中隊対戦車小隊（対馬警備隊、宮古警備隊、奄美警備隊、八重山警備隊および第1空挺団普通科大隊は本部中隊対戦車小隊、水陸機動連隊は対戦車中隊）に配備。なお、試作品は陸上自衛隊広報センターおよび霞ヶ浦駐屯地において展示されている。